# Heteroscyphus
Heteroscyphus är ett släkte av bladmossor. Heteroscyphus ingår i familjen Lophocoleaceae.
Kladogram enligt Catalogue of Life:
| Heteroscyphus | \| \| Heteroscyphus aselliformis \| \| \| \| \| \| Heteroscyphus polychaetus \| \| \| \| \| \| Heteroscyphus tener \| \| \| \| |
|               | \| \| Heteroscyphus aselliformis \| \| \| \| \| \| Heteroscyphus polychaetus \| \| \| \| \| \| Heteroscyphus tener \| \| \| \| |
|               | Amphilophocolea |
|               | |
|               | blekmossor |
|               | |
|               | Clasmatocolea |
|               | |
|               | Conoscyphus |
|               | |
|               | Cyanolophocolea |
|               | |
|               | Evansianthus |
|               | |
|               | Hepatostolonophora |
|               | |
|               | Lamellocolea |
|               | |
|               | Leptophyllopsis |
|               | |
|               | Leptoscyphopsis |
|               | |
|               | Leptoscyphus |
|               | |
|               | Perdusenia |
|               | |
|               | Physotheca |
|               | |
|               | Pigafettoa |
|               | |
|               | Platycaulis |
|               | |
|               | Stolonivector |
|               | |
|               | Heteroscyphus aselliformis |
|               | |
|               | Heteroscyphus polychaetus |
|               | |
|               | Heteroscyphus tener |
|               | |

|  | Heteroscyphus aselliformis |
|  |                            |
|  | Heteroscyphus polychaetus  |
|  |                            |
|  | Heteroscyphus tener        |
|  |                            |